# LP6

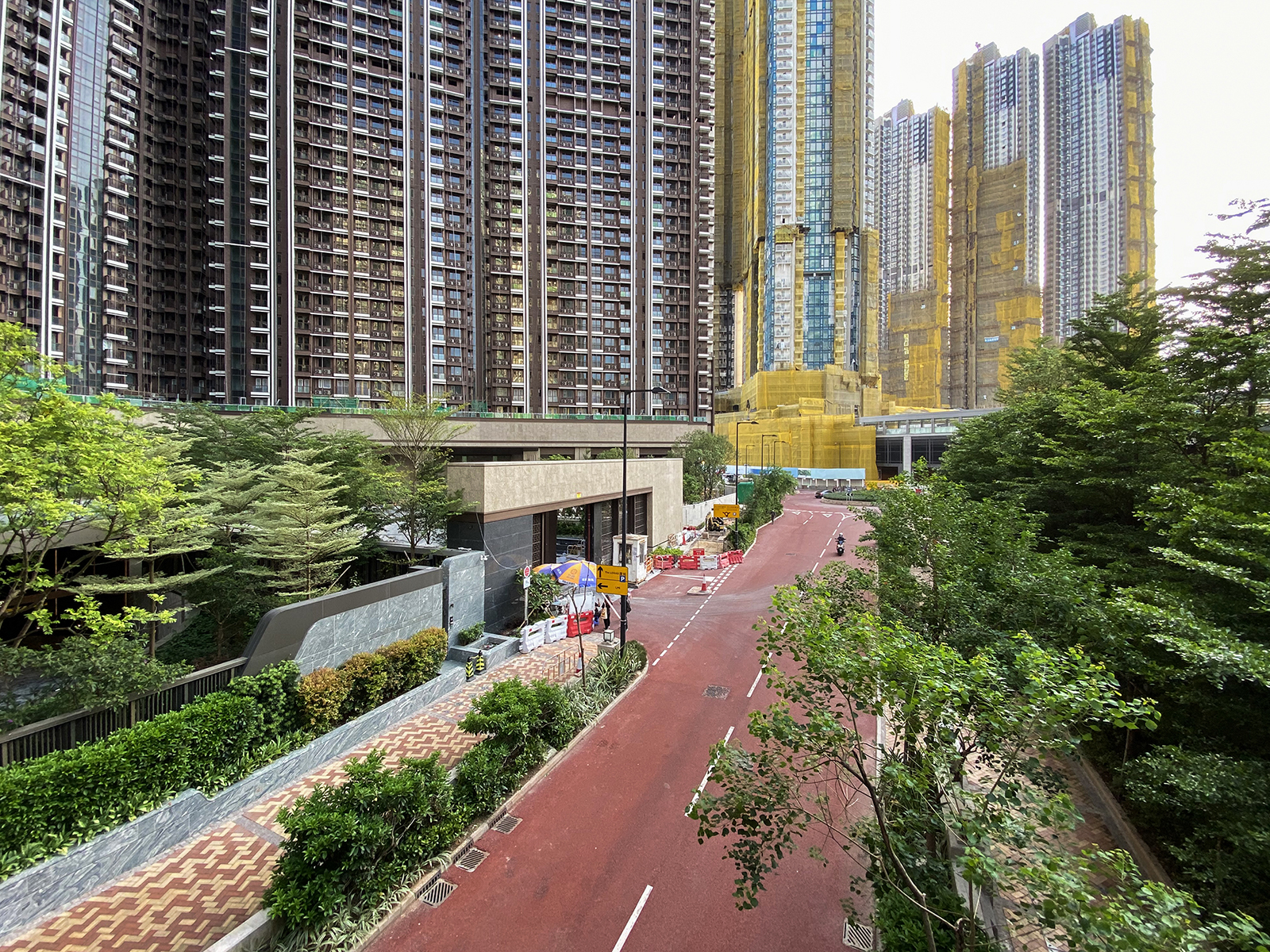
車路入口（2020年8月）

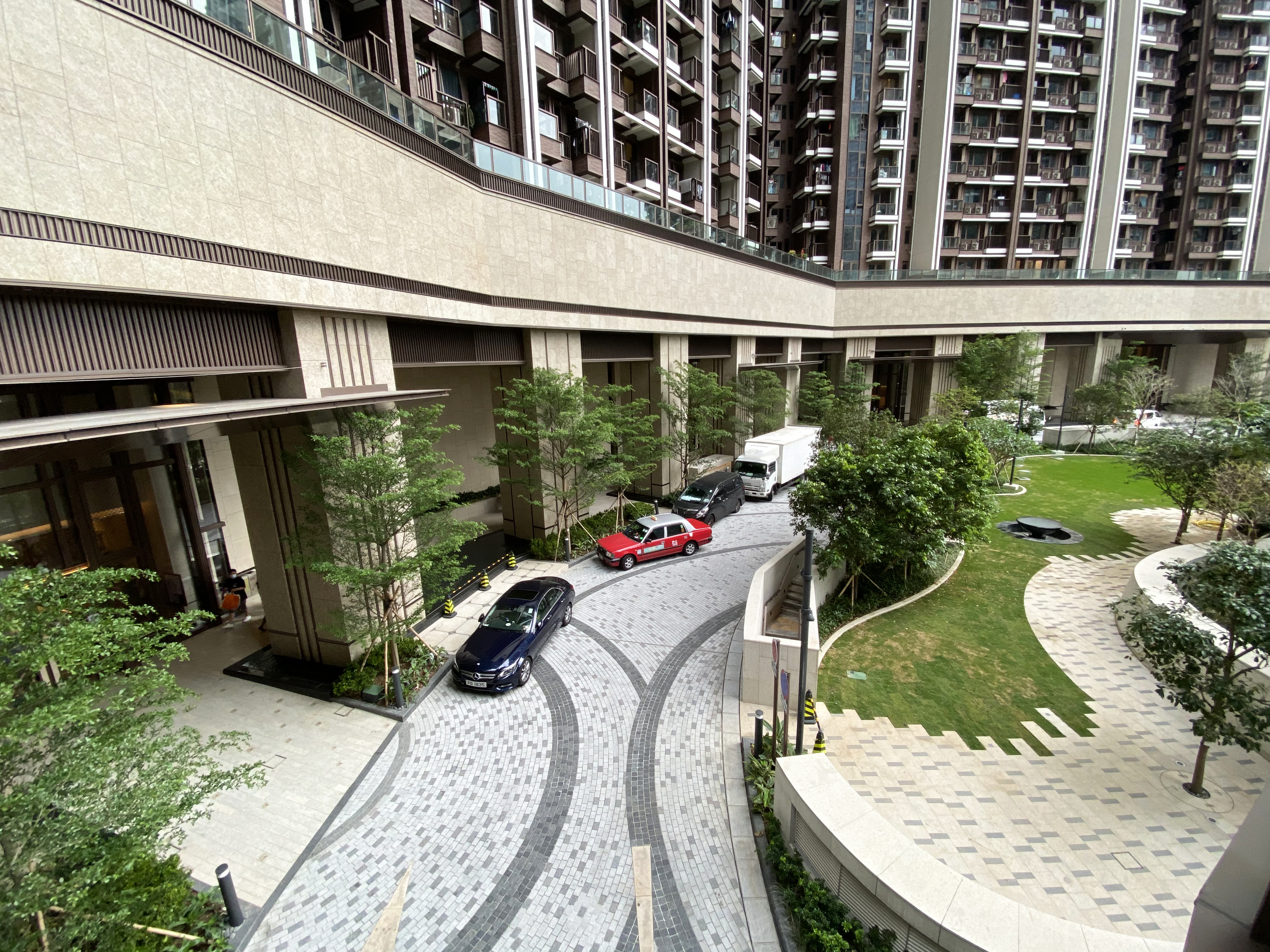
園林（2021年4月）

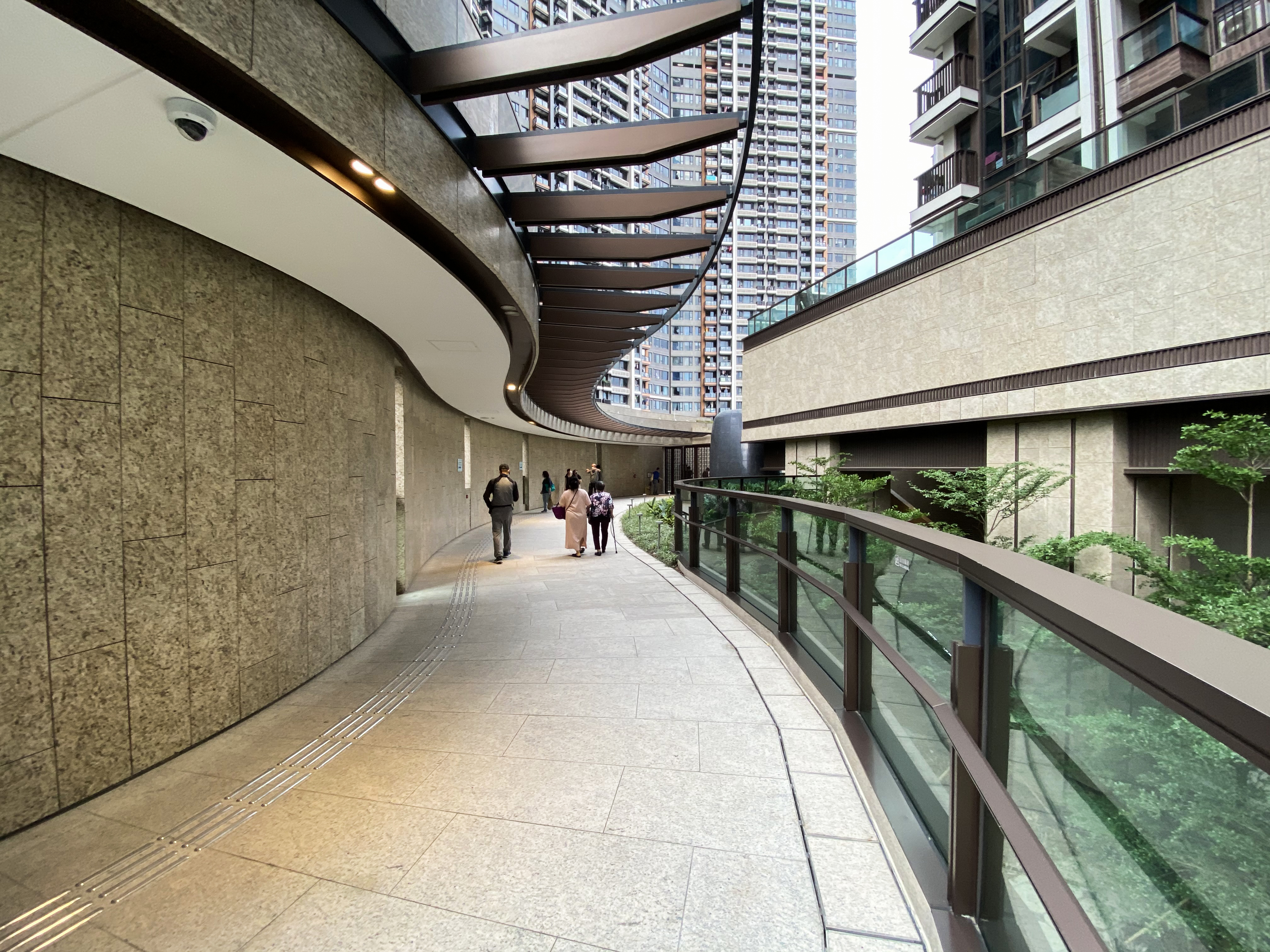
有蓋行人通道被指「無蓋」，只有三分一至一半位置能夠擋雨（2021年4月）

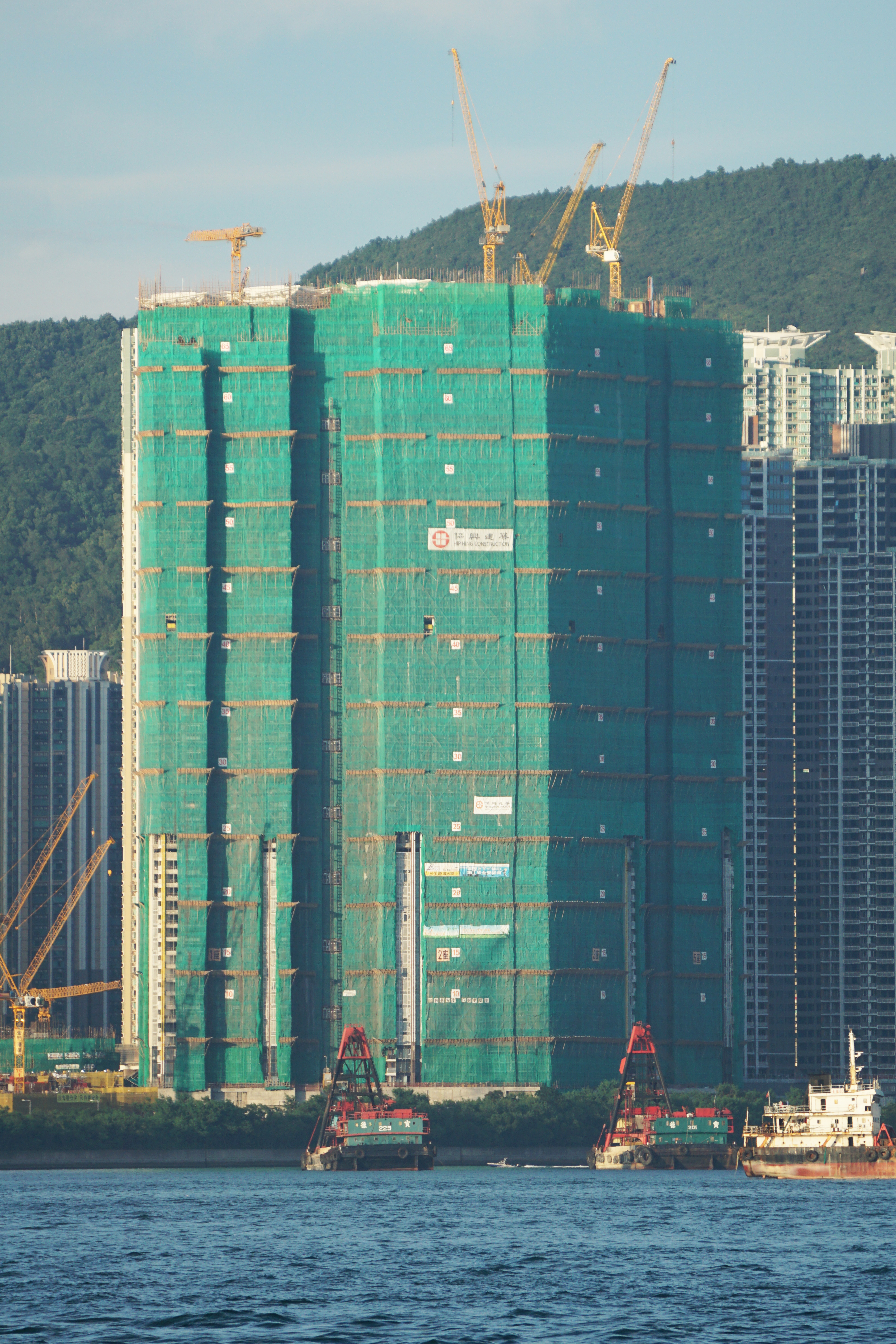
興建中的LP6（2018年9月）

LP6是一個香港新界將軍澳東南部的臨海私人屋苑，是港鐵大型臨海住宅區日出康城第6期，名字意為英文簡稱 LOHAS Park Phase 6。屋苑賣點為「向海、向南」，即過半單位享有正南方全海景致。項目由南豐集團、遠洋地產及港鐵公司共同發展，建築師為劉榮廣伍振民建築師事務所
，由協興建築承建，將於2020年9月30日落成，12月12日入伙，提供2,392個單位，包括1至5房單位，以及日出康城已開售各期中面積最大的頂層特色戶，面積超過2,700平方呎，連私人電梯大堂、1,700呎天台及私人空中泳池。
項目於2018年7月31日批售，並將於8月尾開售。發展商以「海鷗仔」為「eco rich」大使，若買家購入單位可獲贈一隻公仔。此項目是在2018年7月政府公佈新房屋政策後，首個獲批售的新盤，每次開售時需按新房策規定，最少推出20%（即479伙）單位。另外，此項目於2018年榮獲Autodesk建築資訊模擬（BIM）應用獎項。

## 歷史
項目在2014年12月16日推出，並於2015年1月19日截標，吸引7間財團參與。地盤面積14.74萬平方呎，項目可建4幢住宅，最少需要建1,600伙，而最多可建2,400伙，包括一房至三房戶，變相容許發展商打造中小型單位，估值最高約30.96億元。
2015年1月20日，港鐵公佈由南豐集團以總補地價金額約為33.45億元，即每平方呎補地價2,269元奪得。
2017年3月，項目開展上蓋工程，並豎立塔式起重機。同年年中，遠洋地產正式完成參股此項目的程序（佔40%），使此項目成為南豐與遠洋首個合營項目，亦為遠洋在港首個地產項目。
2017年9月，項目正式申請預售，到2018年7月31日獲批預售樓花同意紙，屬政府7月底公佈新房策後首個獲批售樓紙新盤。同年8月8日，項目正式命名為「LP6」，顧名思義為LOHAS Park（日出康城）第6期。
2021年3月，屋苑合共錄得19宗撻訂個案，單位分別於2018年至2019年期間成交，大部分買家採用建築期付款辦法，成交金額介乎556.2萬至2,084.2萬元，面積由307至1,086平方呎不等。

## 住宅
單位
屋苑由4座61至63層住宅組成，每座再細分為兩翼，各設獨立電梯大堂，每座共設6部電梯，全部可直達地庫停車場，每層4伙至13伙單位不等，另附相連戶，總數達2,392伙。實用面積由306至2,712平方呎不等。頂層相連戶外牆則採用玻璃幕牆設計。
屋苑共有6大戶型，全部單位附設觀景露台、平台花園或空中天台，包括日出康城首7期中面積最大及最細的單位：
- 平台花園特色戶：306至906平方呎不等，附設平台花園，外望將軍澳海灣景致或日出康城20萬呎園林公園日出公園
- 一房戶：305呎至379呎，共742個單位，大約佔LP6單位比例31%；設開放式廚房
- 兩房戶：422呎至515呎，共947個單位，大約佔39.6%；細分三種戶型：兩房連開放式廚房、標準兩房、兩房連雜物房
- 三房戶：636呎至906呎，共557個單位，大約佔23%；細分五種戶型：標準三房、三房連雜物房、三房一套連雜物房、三房一套連雜物房（雜物房自設獨立洗手間）、三房一套連兩個雜物房（雜物房自設獨立洗手間）
- 四房戶：1,086呎至1,440呎，共66伙；為四房雙套房設計，附設雜物房連獨立洗手間
- 頂層空中花園及空中泳池特色戶：實用面積介乎2,500至2,800呎，位於LP6各座頂層63至68樓，屬特色戶，全為五房單位，所有房間均設獨立廁所；其中主人套房更有衣帽間，主人套廁內更設獨立按摩池外望海景。單位更設私人電梯大堂以及面積近千呎的大廳，其中68樓特色戶附設逾1,700呎天台，更建有空中泳池，外望將軍澳海灣、藍塘海峽及維港景致

值得一提的是，LP6設有日出康城已開售各期中面積最大的一批單位，實用面積介乎2,500至2,800呎，位於LP6各座頂層63至68樓，屬特色戶。LP6頂層特色戶為五房單位，所有房間均設獨立廁所；其中主人套房更有衣帽間，主人套廁內更設獨立按摩池外望海景。單位更設私人電梯大堂以及面積近千呎的大廳，其中68樓特色戶附設逾1,700呎天台，更建有空中泳池，外望將軍澳海灣、藍塘海峽及維港景致。日出康城最大單位位於第6期LP6第2座68樓A室，實用面積2,739方呎，屬五房五套房間隔，前迎無敵海景更可享維港煙花，設1,976方呎空中天台更附設私人泳池，更設200方呎的私人電梯大堂，住戶可享用三部私人電梯，單位定價高達7,352.8萬元，成為日出康城歷來最貴單位，LP6第1座68樓A室，實用面積2571方呎連1716方呎天台及私人泳池，5房雙套間隔，2021年3月以6700萬元成交，創日出康城住宅新高紀錄，實呎2.6萬元
景觀
景觀方面，由於LP6沿海而建，因此向西南及南方單位可眺望將軍澳海灣及維港海景；向東北單位景觀主要為日出康城內園景以及日出公園綠化地帶。
獎項
項目主打綠色建築概念「eco rich」，設有五大配套，包括「踏板發電系統」、「太陽能發電系統」、「雨水收集循環再用系統」、「廚餘轉化系統」和「電動車充電裝置」。已獲香港綠色建築議會頒發綠建環評（BEAM Plus）1.2版（新建建築）暫定金級認證。

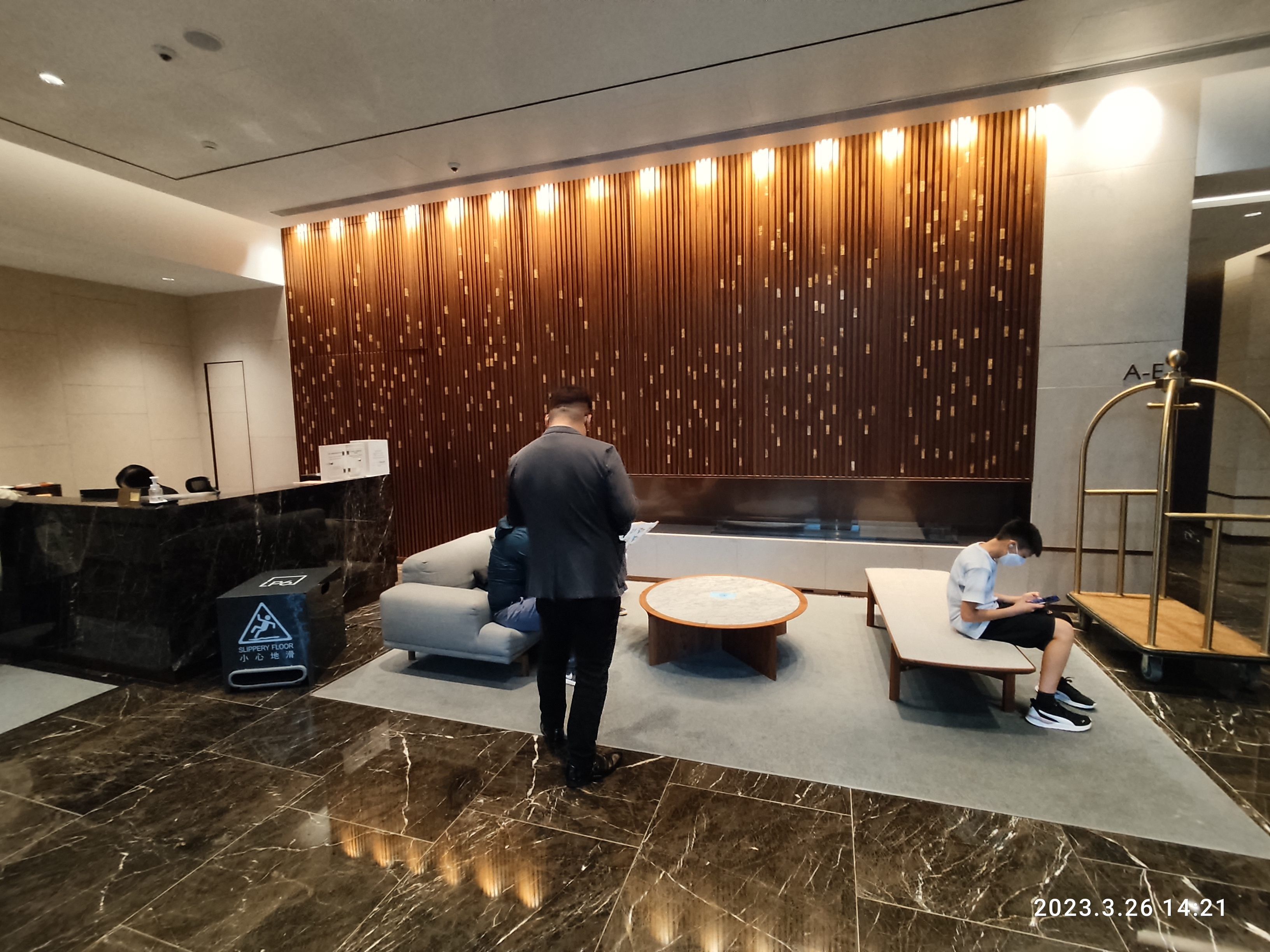
住宅大堂
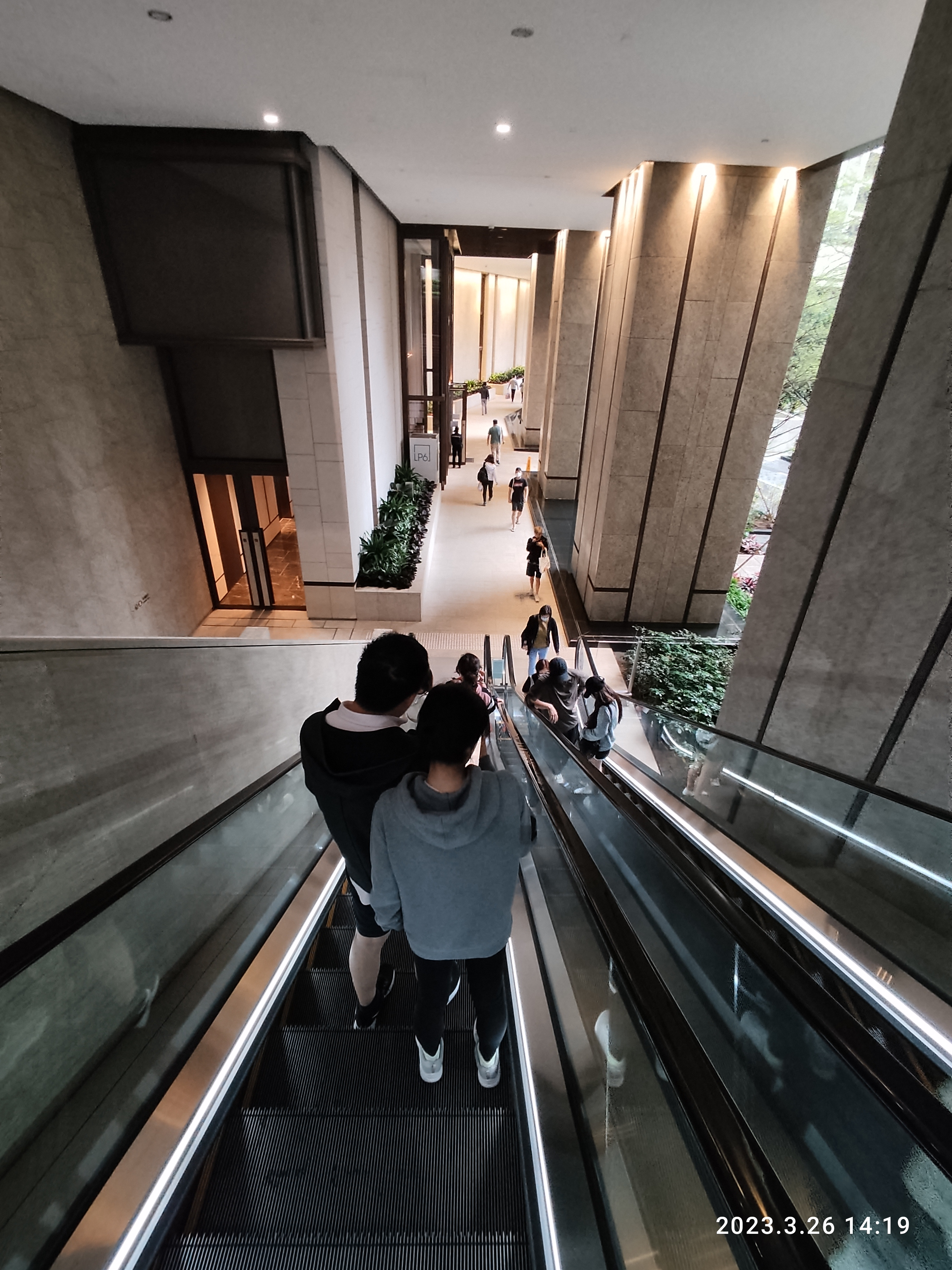
往地面的扶手電梯
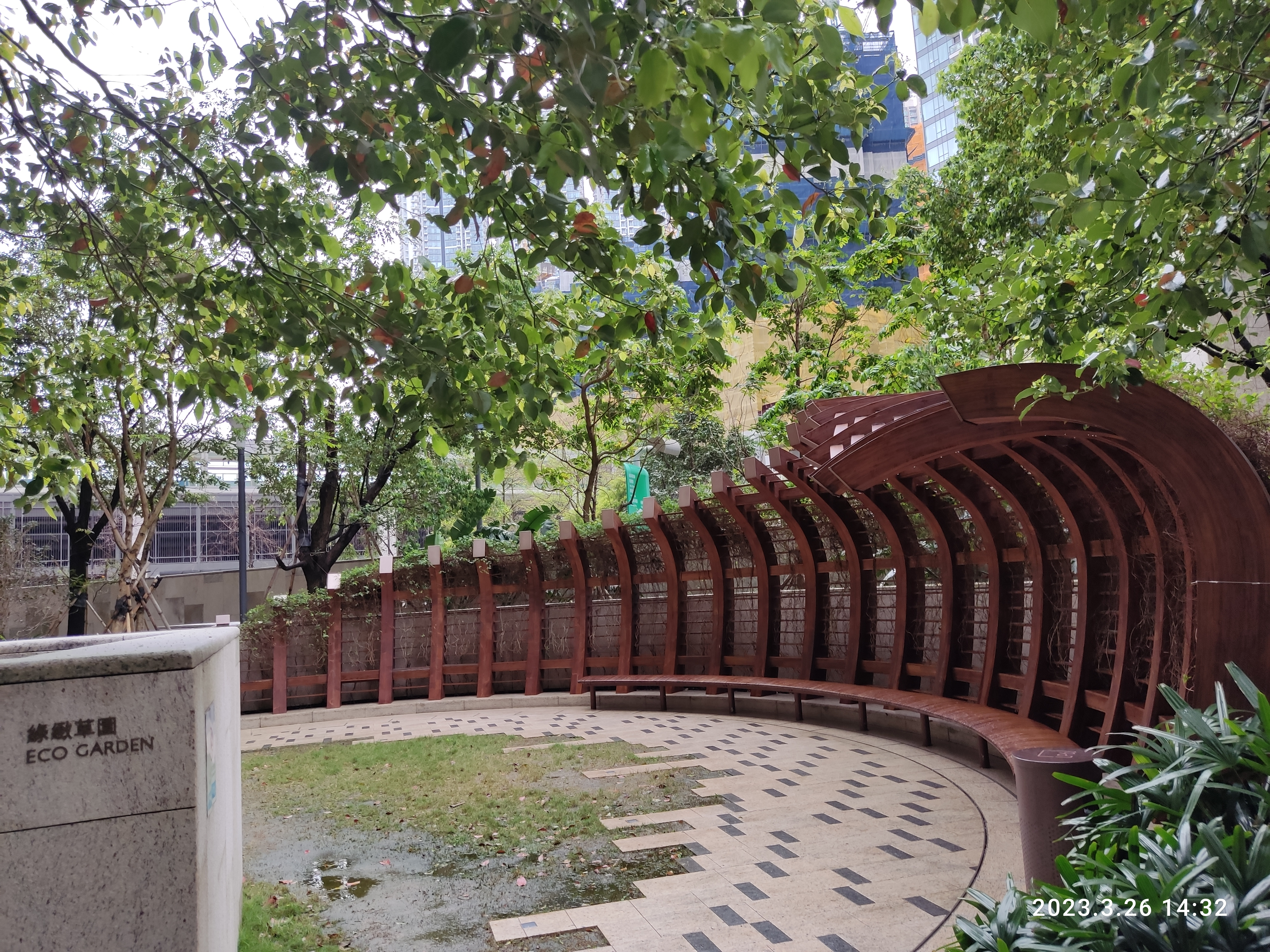
草坪
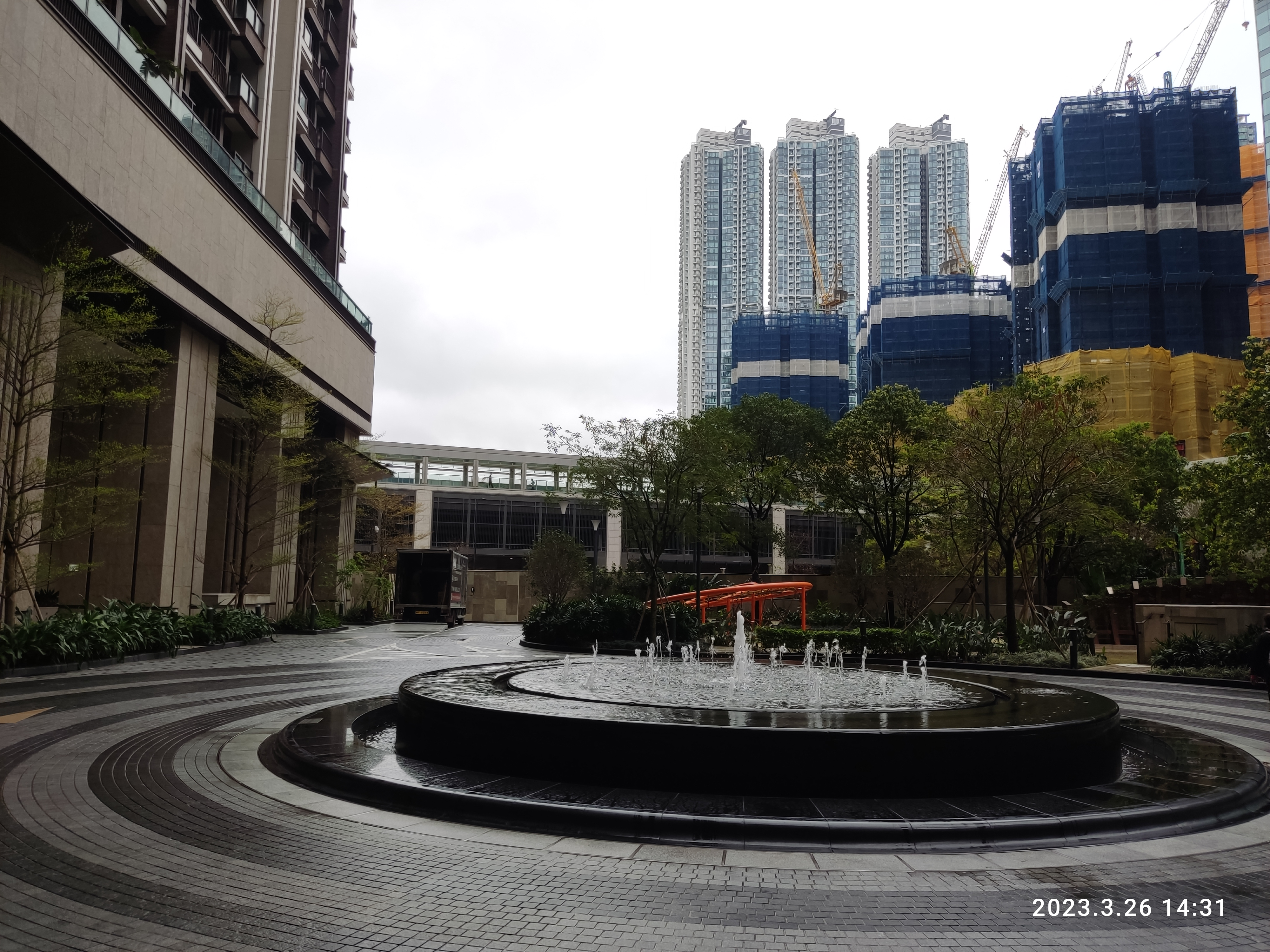
上落客區的水池

## 升降機服務
LP6升降機服務樓層列表（全部為迅達升降機）
- 第1座（產品型號：7000）

- 1部：升降機到達地庫2層至68樓各層

- 5部：升降機到達地庫2層至地下、2樓至21樓、23樓至40樓及42樓至68樓各層
- 第2座（產品型號：7000）

- 1部：升降機到達地庫2層至68樓各層

- 5部：升降機到達地庫2層至地下、2樓至21樓、23樓至40樓及42樓至68樓各層
- 第3座（產品型號：7000）

- 1部：升降機到達地庫2層至66樓各層

- 5部：升降機到達地庫2層至地下、2樓至21樓、23樓至40樓及42樓至66樓各層
- 第5座（產品型號：7000）

- 1部：升降機到達地庫2層至66樓各層

- 5部：升降機到達地庫2層至地下、2樓至21樓、23樓至40樓及42樓至66樓各層
- 基座（產品型號：5500 MRL）

- 2部：升降機到達地庫2層至1樓

- 1部：升降機到達地下及1樓
備註：
1. 所有座數均不設4樓、13樓、14樓、24樓、34樓、44樓、54樓及64樓。
2. 所有座數22樓及41樓為庇護層。
3. 所有座數住宅層由2樓開始。

## 設施
項目會所名為「The Happy Club」，佔地3.8萬平方呎，樓高2層，設有綠色園區，包括休閒農莊、綠緻草園等設施。另有佔地約8.5萬呎有蓋及露天園景區。會所提供多元化設施，包括40米戶外泳池、25米恆溫泳池、多用途體育館、健身室，燒烤區等及兒童遊戲室等。
項目另設有479個住戶車位和50個電單車車位，設於地庫1及2樓，車位與住戶比例約為5：1。

## 事件
2018年10月4日傍晚近6時，建築地盤內棚架突然起火焚燒，濃煙沖上半空。消防員接報到場後架起雲梯向起火位置射水，未有傷亡。

## 鄰近地方
- 日出公園
- 港鐵康城站
- 康城站公共運輸交匯處
- The LOHAS 康城
- 峻瀅
- 康城路
- 日出大道
- 將軍澳南海濱長廊
- 將軍澳工業邨
- 百勝角
- 將軍澳跨灣連接路
- 釣魚翁

## 外部連結
- LP6 （页面存档备份，存于）